# Vicência de Bragança
Vicência de Bragança (Vila Viçosa, 1532 - Vila Viçosa, 23 de Junho de 1603), foi uma filha de D. Jaime I, 4º Duque de Bragança e de D. Joana de Mendonça, sua segunda mulher. Freira no Mosteiro das Chagas de Vila Viçosa, conhecida como Madre Vicência do Espírito Santo.
Nasceu no Paço Ducal e faleceu com a idade de 71 anos no Convento das Chagas de Cristo, onde ficou sepultada (Panteão das Duquesas de Bragança).